# Demon

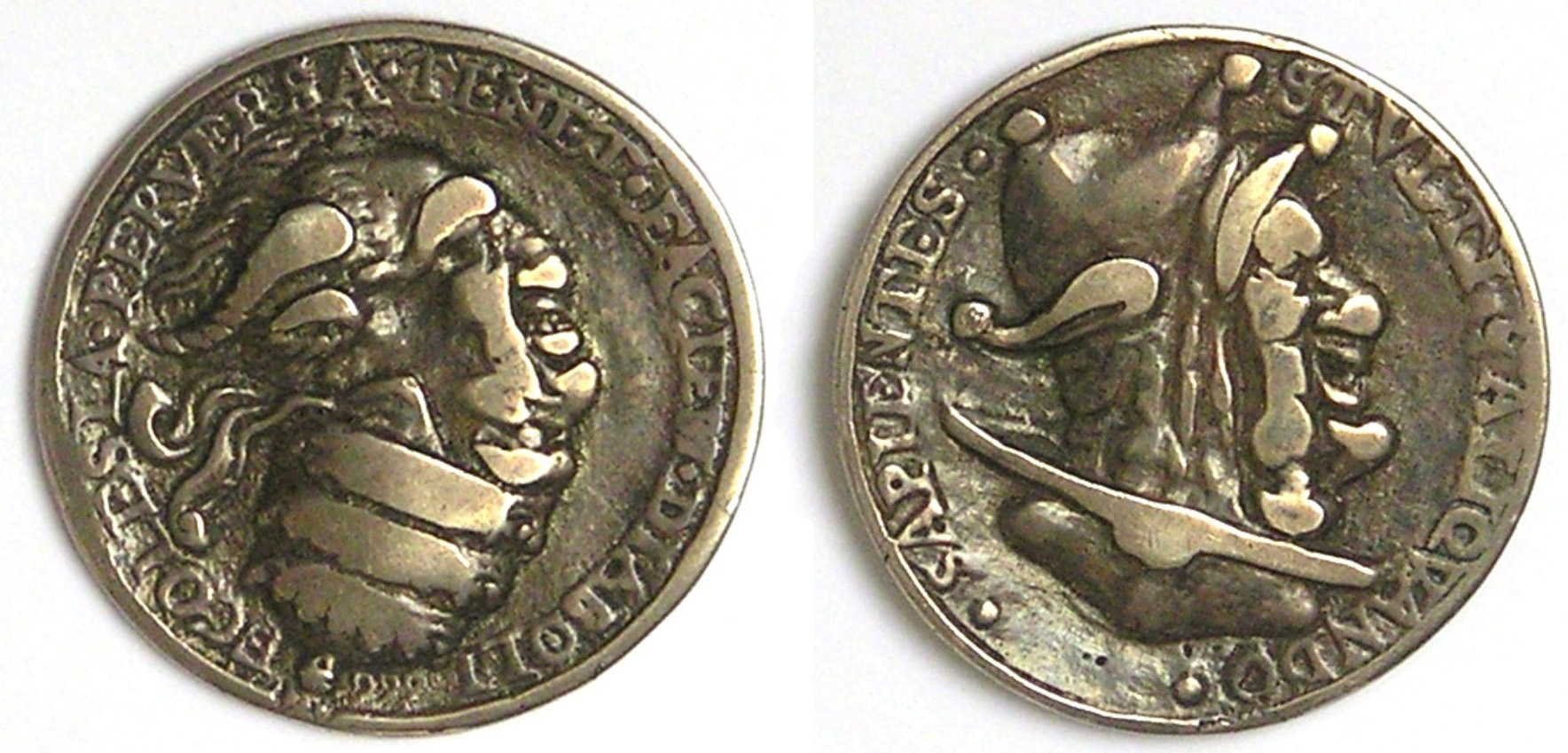
De afbeelding van een demon en een nar, als de munt wordt omgekeerd veranderen de beeltenissen in de paus en een kardinaal, spotmunt voor het Concilie van Trente, ca. 1580

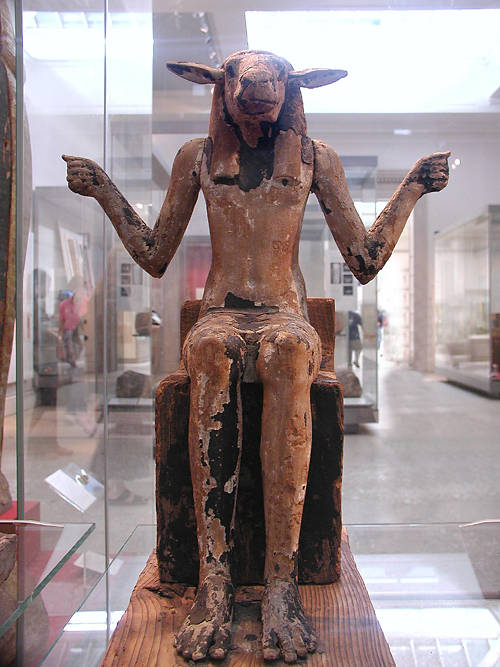
Demon met een kop van een ram, Egypte

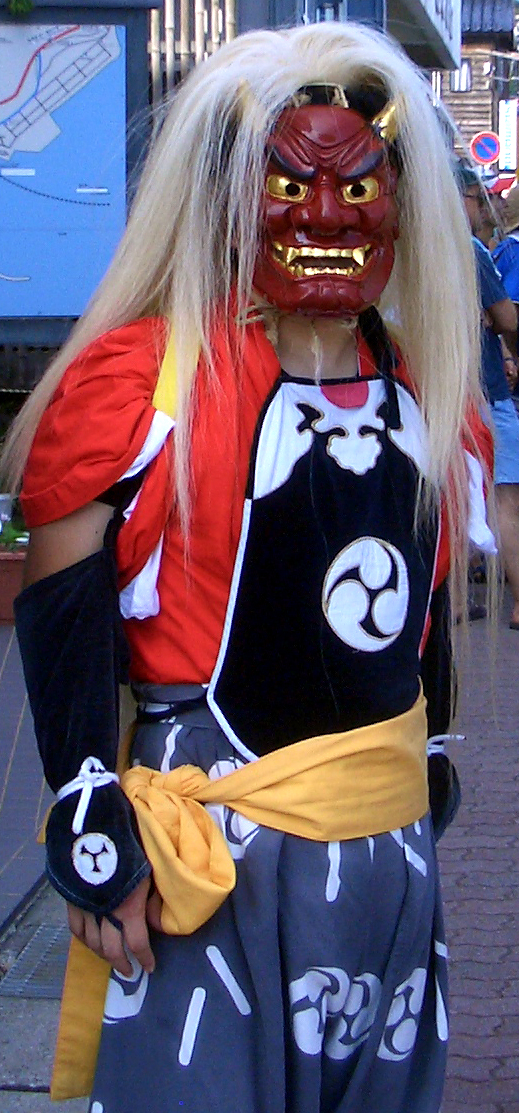
Een Japanse danser in een demonenkostuum en Oni-masker

Een demon of demoon is een mythisch, bovennatuurlijk wezen dat volgens diverse religies het midden houdt tussen mensen en goden. Demonen zijn veel machtiger dan mensen, maar minder sterk dan goden. Ze leven heel lang, maar zijn niet altijd onsterfelijk zoals goden dat in principe wel zijn. Vaak zijn ze onzichtbaar en merkt men hen alleen op door de effecten van hun handelen. Zo zou een bries door hen kunnen worden veroorzaakt. 
In sommige religies worden demonen gezien als brengers van het kwaad. Daarmee staan ze tegenover wezens die het goede vertegenwoordigen. Dit geldt voor het christendom, het jodendom, de islam, het zoroastrisme en het hindoeïsme. In plaats van een beschermgeest zijn ze nu wezens die een mens in bezit kunnen nemen. Soms gelden ze als moreel neutraal.
De studie naar demonen heet demonologie.

## Etymologie
Het Nederlandse demon komt van het Latijnse daemon. Dit is een postklassiek leenwoord uit het Oudgrieks. Het Oudgriekse daímōn betekende in de 8e eeuw v.Chr. nog ‘god’ of ‘goddelijke kracht’, maar ging later verwijzen naar de ziel van een halfgoddelijk maar moreel ambigu wezen. Het Oudgriekse woord gaat terug op het Indo-Europese *deh2-(i)-, ‘verdelen’.

## Oorsprong
Geloof in demonen is een vorm van animisme, waarbij zij de verpersoonlijking van verschijnselen in de natuur waren. Ze zijn bijvoorbeeld personificaties van de wind of adem. Vaak zijn ze verbonden met bepaalde locaties, zoals bomen, gebouwen of waterbronnen. Het geloof in onzichtbare, geestelijke wezens is oorspronkelijk dan ook van alle tijden en plaatsen. Door te veronderstellen dat in objecten zoals stenen en bomen een demon huist, kan men proberen om ermee te communiceren. Door magie, offergaven of exorcisme probeert men om bijvoorbeeld ongewenste zaken zoals angst en ziekte te verdrijven, doordat zij worden voorgesteld als demonen. Tevens kunnen ze de beschermgeest (genius) zijn van een persoon. Tot slot worden de geesten van voorouders in sommige religies ook beschouwd als demonen. Gedragingen en behoeftes van demonen zijn ondanks hun geestelijke karakter meestal menselijk. Zo kunnen ze volgens bepaalde overtuigingen seks hebben met mensen.

## Klassieke oudheid
Aan het Griekse concept van de daímōn lag een hardnekkig animisme ten grondslag, dat ook in geschoolde kringen werd erkend. Voor de Grieken waren demonen en goden oorspronkelijk geen verschillende klassen van wezens, maar al in de archaïsche periode ontstond het beeld van de demon als lager in macht dan een gewone god. Net als de goden waren demonen niet uitgesproken goed óf slecht. De voorstelling ervan verschilde voor de rest.
Plato's Timaeus stelt de daemon voor als een verheven voogd, een beschermende geest die verbonden is met de zuivere rede. Latere auteurs die over Socrates' daemon schrijven, verwijzen gewoonlijk ook naar de rol van spirituele begeleiding en hogere rede van de demon. Socrates' daemon is dus niet slecht, maar wordt de moreel controlerende rol toebedeeld van de innerlijke stem van zijn geweten. Een ander voorbeeld van de klassieke opvatting over de positieve eigenschappen van de demon vindt men in het Symposium, waarin Diotima over Eros zegt: "Hij is een grote geest of Daimon." Liefde wordt dus gezien als een intermediaire kracht tussen God en de mens.
Lagere geestelijke wezens werden niet altijd gedefinieerd als demon, maar kunnen tot die groep worden gerekend. Voorbeelden zijn: de keres; de zielen van overleden helden; Lamia, Empousa, Gello, Mormo (alle verantwoordelijk voor kindersterfte); de erinyen en alastor (beide wrekers van de doden). Daarnaast waren enkele wezens uit de mythologie oorspronkelijk wellicht demonen, namelijk de harpijen (winddemonen) en de gorgonen (zee- of onderwerelddemonen).
De Romeinen kenden ook geestelijke wezens: lares, manes, penates en genii. Hun precieze positie ten opzichte van ‘gewone’ goden is vaak onduidelijk. De lamia was dezelfde als de Griekse, en de stryx was een nachtdemon die baby’s belaagde. De Etruskische doodsdemon Charun werd door de Romeinen overgenomen als veerman voor de doden.
Ten tijde van het Romeinse keizerrijk werd door onder anderen christenen en neoplatonisten veel gespeculeerd over het wezen van de demonen. Philo van Alexandrië onderscheidde demonen als slechte wezens duidelijk van engelen, en ook Plutarchus beschouwde ze als kwaadaardig.

## Jodendom

### Hebreeuwse Bijbel
In de joodse geschriften van voor de Babylonische Ballingschap is weinig sprake van demonen, maar de Hebreeuwse Bijbel bevat wel sporen van het geloof in geesten, zoals in het verhaal over de geestenbezweerster van Endor (1 Samuel 28:13) en Jesaja 8:19. Geesten worden genoemd om de verwoesting van Babylon en Edom te verbeelden (Jesaja 34:14; 13:21) Op verschillende plaatsen worden de heidense goden gelijkgesteld aan demonen (Deuteronomium 32:17; Psalm 106:37; vergelijk Jeremia 50:38) en in verband gebracht met afgodendienst (2 Kronieken 11:15). In de Septuagint wordt slechts een keer melding gemaakt van bescherming tegen demonen (Psalm 91:3-6 LXX).
Een speciaal woord angelos vervangt daímōn als het gaat om boodschappers van God en God zelf is de bron van alles dat gebeurt, inclusief straffend of onderwijzend kwaad. Een voorbeeld hiervan is de serafijn. De term duidde oorspronkelijk giftige slangen aan die als richtwerktuigen van JHWH worden gebruikt (Numeri 21:6). In de context van concepten in omringende culturen, zoals het oude Egypte, Babylonië en het Assyrische Rijk, kan dit zijn ontstaan vanuit de idee van slangachtige demonen, vergelijkbaar met Azhi Dahaka uit de Perzische mythologie. Pas veel later werd de serafijn afgebeeld als een wezen in de hemel (Jesaja 6:1-4) en nog later als een soort engel (1 Henoch 61:10; 71:6).

### Latere tradities
In het jodendom van de Tenach is het geloof in geesten wijdverbreid. Vele worden met name genoemd, zoals Lilith, Bath, Chorin en groepsnamen. Alle woorden voor dergelijke wezens werden in de Griekse vertalingen vervangen door daímōn. Ze hebben vleugels en speciale kennis, maar ook sensuele behoeften. Magiërs hebben contact met ze. Ze zijn alomtegenwoordig en schadelijk; er moeten voorzorgsmaatregelen worden genomen om ze te vermijden (bijvoorbeeld 's nachts of in ruïnes). Ze kunnen ook ziekte veroorzaken en mensen verleiden. Ze worden niet in verband gebracht met Satan. God en Zijn engelen kunnen tegen demonen beschermen, net als het bestuderen van de wet van Mozes, maar er kunnen ook externe maatregelen worden getroffen. In tegenstelling tot engelen zijn ze niet Gods tussenpersonen, maar engelen kunnen wel vijandige demonische krachten worden, waardoor de krachten van engelen en demonen diffuus worden.

### Pseudepigrafisch judaïsme
De duivel als vorst van al het kwaad ontstond als concept pas tijdens de ballingschap, wellicht onder invloed van het zoroastrische dualisme. Vanaf die tijd worden demonen uitgesproken kwaadaardig, met name in de Apocriefen van het Oude Testament. Gedurende de late periode van de Tweede tempel werden demonen beschouwd als de monsterlijke nakomelingen van gevallen engelen. Volgens deze interpretatie hadden gevallen engelen gemeenschap met menselijke vrouwen, waardoor de reuzen uit de Hebreeuwse Bijbel geboren werden: de nephilim. Om de wereld te zuiveren van deze wezens zond God de zondvloed, waarin hun lichamen werden vernietigd. Hun onstoffelijke delen bleven echter bestaan, die vervolgens als demonen op de aarde rondwaarden.
In deze periode ontstonden ook de werken waarin kwaadaardige of onreine geesten voorkomen of geesten van Belial en onreine demonen in Jubileeën 10:1 (hoewel daímones zelden wordt gebruikt). Slechts zelden zijn demonen hier grillig en schadelijk. Hun belangrijkste taak is om te verleiden tot tovenarij, afgoderij, oorlog, bloedvergieten en zich verliezen in mysteries. Heidenen bidden tot hen als zij worden verleid tot afgoderij. Zij strijden tegen God en hebben hun positie te danken aan hun val tot zonde en schuld. Zij worden soms afgebeeld in relatie tot en in onderworpenheid van Satan, maar niet consistent. In het algemeen wordt de relatie tot dode zielen verbroken en er is geen brug tussen boze en goede geesten.

## Christendom

### Nieuwe Testament
In het Nieuwe Testament is het gebruik van de term vergelijkbaar met dat in het late judaïsme. Daímōn komt slechts één keer voor, in Matteüs 8:31. In alle andere gevallen wordt daimónion gebruikt of varianten van pneúma (geest). Marcus is de trouwste volger van het joodse gebruik, gevolgd door Lucas. De Atheners gebruikten daimónion in Handelingen 17:18 en Paulus gebruikte de term vier keer; vergelijk hiermee Efeziërs 2:2 en 1 Timoteüs 4:1. Er zijn verwijzingen naar Satans engelen en slechte engelen (Matteüs 25:41-46; 1 Korintiërs 6:3; 2 Petrus 2:4; Judas 6 en Openbaring 9:11).
Kort gezegd volgt het Nieuwe Testament de Hebreeuwse Bijbel. Er is geen verwijzing naar de geesten van de doden. Gebruik van de term daímōn (dat een goddelijke tussenpersoon veronderstelt) wordt vermeden. Engelen en demonen zijn fundamentele antitheses. Er zijn slechts enkele verwijzingen naar demonen en vrijwel altijd in het kader van bezetenheid. Als Paulus zijn beproevingen opsomt, noemt hij geen demonen (2 Korintiërs 11:23-27) en als hij zijn 'doorn in het vlees' wijt aan een engel van Satan, weerlegt God hem en zegt dat de beproeving goed voor hem is (2 Korintiërs 12:7-10). Geloof in God overwint angst voor demonen. Toch beschouwde Paulus tovenarij als inmenging met demonen (Galaten 5:20) en offers aan heidense goden zijn offers aan demonen (1 Korintiërs 10:20-21). Hier en daar suggereerde Paulus demonische activiteit (bijvoorbeeld in 1 Korintiërs 12:2), net als Openbaring 9:20. In de eindtijd wordt een enorme toename van demonische activiteit verwacht (1 Timoteüs 4:1; Openbaring 16:13-14). De demonische activiteit die wordt aangeduid met een zwerm sprinkhanen in Openbaring 9 kan eschatologisch zijn, maar zou ook in de toekomst of zelfs in het heden kunnen plaatsvinden.
Christenen worden gemaand zich te wapenen tegen kwade geesten (Efeziërs 6:12), demonische wijsheid (Jakobus 3:15) en misleidende kwade krachten (1 Johannes 4:1). Deze demonische krachten wacht het oordeel (Matteüs 25:41-46; 1 Korintiërs 6:3; 2 Petrus 2:4; Judas 6 en Openbaring 9:11). Demonen zijn onderworpen aan Satan (Efeziërs 2:2), in een koninkrijk dat Gods koninkrijk tegenstreeft. Daarom zijn zij instrumenten van Satan (zie het antwoord van Jezus in Marcus 3:20-30). Het gevecht met demonen is daarom een gevecht op leven en dood, maar de grootste aandacht gaat niet zozeer naar de demonen zelf uit, maar naar het hoofd. Schadelijke gedachten komen niet zozeer door verleidende geesten maar komen uit het hart (Matteüs 15:19). Omdat mensen God niet eren, geeft Hij hen over aan hun lage gedachten (Romeinen 1:28). Zonde en het vlees zijn kwade krachten, maar zij zijn niet uitwendig; ze onthullen het zondige zelf.
In Openbaring 18:2 staat dat Babylon een woonplaats was geworden van demonen.

#### Synoptische evangeliën en Handelingen

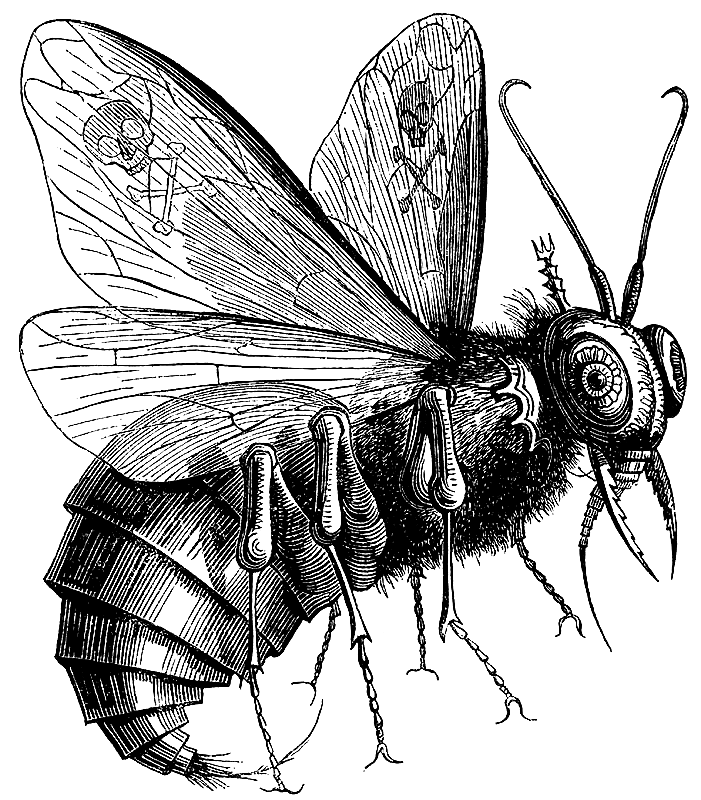
Beëlzebub

Volgens de synoptische evangeliën had Jezus Christus als Zoon van God macht over demonen (Marcus 1:34,39). Er wordt verhaald dat hij regelmatig demonen bij bezeten personen uitwierp en dat ook de apostelen de macht kregen demonen bij bezeten mensen uit te drijven (Marcus 3:15). De schriftgeleerden die dit exorcisme zagen, zeiden: "Hij is bezeten door Beëlzebul." En: "Dankzij de vorst der demonen kan hij demonen uitdrijven" (Marcus 3:22; Lucas 11:14-15). Uit de respons van Jezus bleek de opvatting dat Satan de heerser van de demonen was (Marcus 3:23).
Als het gaat om bezeten zijn door demonen, wordt gesuggereerd dat ziektes niet altijd door demonen worden veroorzaakt, maar wel dat deze alle in zekere zin het werk van Satan zijn (vergelijk Lucas 13:11-16). De belangrijkste oorzaak van bezetenheid is de verstoring van de godgelijkheid of de beperking in de kern van de persoonlijkheid (Marcus 5:5), waartoe Jezus als oplossing was gekomen (Matteüs 12:28). Demonen hebben kennis over Jezus en hun eigen lot, die zij impulsief uiten, maar niet de belijdenis is die Jezus nastreeft (Matteüs 8:29, vergelijk Jakobus 2:19).

### Interpretatie
Volgens christelijke apologeten vanaf Tertullianus waren demonen zuiver slechte wezens. Zodoende werd het religieuze wereldbeeld dualistisch: goed tegen kwaad.
Volgens de latere christelijke doctrine begon de zonde van de gevallen engelen vóór het begin van de menselijke geschiedenis. De gevallen engelen werden vervolgens geïdentificeerd als de engelen die door Satan werden geleid in hun opstand tegen God en gelijkgesteld aan demonen.

### Latere opvattingen
In de middeleeuwen bestond een wijdverbreid (volks)geloof in demonen, die ook duivels werden genoemd. Ze verpersoonlijkten onheil in allerlei vormen en konden - zo dacht men - mensen verleiden tot zonde. Twee groepen van demonen die men onderscheidde waren incubi en succubi. Met behulp van magische en religieuze rituelen geloofde men dat demonen konden worden bezworen of zelfs aangeroepen voor bepaalde doeleinden.
Ook tegenwoordig kennen verschillende christelijke kerken nog een vorm van duiveluitdrijving, zoals het Rooms-katholieke sacramentalie van het exorcisme. In sommige christelijke gemeenschappen, vooral van evangelicale snit, speelt het geloof in duivelse bezetenheid een belangrijke rol.

## Islam
Parallel aan de Griekse en joods-christelijke demonen zijn de Arabische djinn als een soort tussenwezens. In het pre-islamitische Arabië waren ze woestijngeesten zoals nimfen en saters. Ze werden aanbeden in Mekka. Ze werden opgenomen in de islam. Volgens de Koran zijn hun lichamen gemaakt van rookloos vuur. Ze zijn onzichtbaar en zijn van beide geslachten. Ze hebben omgang met mensen en kennen een onderlinge sociale organisatie. Met behulp van magie kunnen ze ingezet worden voor menselijke doeleinden.
Men onderscheidt subgroepen van djinns. Een daarvan zijn de ghouls, gedaantewisselaars die rondwaren bij waterbronnen en reizigers doen afdwalen. Ander groepen zijn de si’lat en ‘ifrît.

## Indo-Iraanse religie
In het hindoeïsme onderscheidt men asura’s van deva’s, die met elkaar in conflict zijn. Asura’s waren aanvankelijk ambigue niet-goden maar werden later vooral slechte wezens. Toch is het contrast minder sterk duidelijk dan in bijvoorbeeld het christendom. Ook asura’s reïncarneren. Het hindoeïsme onderscheidt nog andere niet-goddelijke bovennatuurlijke wezens, die vaak wel zijn geassocieerd met duistere fenomenen. Rakshasas, pisacas en vetala’s spoken rond op begraafplaatsen om zich te voeden met lijken. Pitrs zijn voorouderlijke geesten.
Ook in het zoroastrisme uit Iran kende men twee klassen van bovennatuurlijke wezens die in conflict zijn: ahura’s en daeva’s. De ahura’s wonnen ooit de strijd, waarna Ahura Mazda de oppergod van het licht werd. Zijn absolute tegenpool is de duistere Angra Mainyu, die in macht en positie gelijk is aan Ahura Mazda. Hij voert de kwade krachten aan.

## Boeddhisme
Volgens het boeddhisme reïncarneert men na een slecht geleefd leven als asura of preta, respectievelijk een demon en een altijd hongerige ziel. Mâra is een diabolisch figuur die illusie verspreidt en onder andere probeerde om Boeddha van zijn weg naar verlichting af te brengen. Er bestaat echter geen verpersoonlijking van het absolute kwaad in het boeddhisme. Het kwaad wordt gedefinieerd als lijden, en dat is noodzakelijk in de boeddhistische levensbeschouwing om te leren.

## Scepsis
Scepsis ten aanzien van het vermeende bestaan van demonen is niet modern. Die ontstond niet meteen als gevolg van de wetenschappelijke revolutie, maar bestond al sinds de klassieke oudheid. De hellenistische epicureeërs, joodse Sadduceeën, de joodse denker Maimonides, de islamitische filosoof Avicenna en de christelijke theoloog Thomas van Aquino zijn enkele voorbeelden van sceptici.

## Niet-religieuze opvatting
Soms wordt het woord ‘demon’ in een betekenis gebruikt die nauwelijks met religie of zelfs maar met bijgeloof te maken heeft. Bijvoorbeeld toen Pierre-Simon Laplace zich aan het begin van de 19e eeuw een voorstelling maakte van iets dat aan het begin van de 21e eeuw als een ‘universele supercomputer’ betiteld zou kunnen worden (het was door hem bedoeld als beeldspraak om het atheïstisch determinisme te definiëren), werd dit denkbeeldige voorwerp in christelijke kringen als de Demon van Laplace betiteld.
Ook het afgeleide woord ‘demoniseren’ wordt meestal in een niet-religieuze context gebruikt.
Demonen spelen vaak een rol in verhalen en fictie, vooral van het genre Fantasy. Een voorbeeld hiervan zijn de demonen in de spelserie Warcraft, die enkel uit zijn op chaos en vernietiging brengen over het heelal en daarbij de orde scheppende Titanen tegenwerken.